# Birtrange
Birtrange (en luxembourgeois : Biertreng  et en allemand : Birtringen), est une section de la commune luxembourgeoise de Schieren située dans le canton de Diekirch.

## Histoire
Le 1er juillet 1850, la commune d'Ettelbruck est amputée des sections de Birtrange, Erpeldange, Ingeldorf, Niederschieren et Oberschieren pour créer les communes d’Erpeldange et Schieren.

## Culture locale et patrimoine

### Lieux et monuments
- Le château de Birtrange est classé au Patrimoine national depuis le 19 janvier 2018, quelques jours avant la mort de la Baronne de Broqueville. Selon son souhait, le château est revenu à la Croix-Rouge luxembourgeoise qui n'a toutefois pas l'usage de cet édifice en mauvais état[3],[4].

### Personnalités liées à la localité
- Le baron Félix de Blochausen (1834-1915), homme d'État luxembourgeois, Président du gouvernement du 26 décembre 1874 au 20 février 1885.